# Cari Read
Cari Read (Edmonton, 4 de setembro de 1970) é uma nadadora sincronizada canadiana, medalhista olímpica.

## Carreira
Cari Read representou seu país nos Jogos Olímpicos de 1996, ganhando a medalha de prata em Atlanta 1996, com a equipe canadense. 